# Hollændere
Hollændere eller nederlændere (nederlandsk:  Nederlanders ?) er et germansk folkeslag, som er indfødt i Nederlandene. De deler en fælles kultur og taler nederlandsk. Nederlændere og deres efterkommere findes i migrantsamfund verdenover. Der er notable migrantsamfund i Aruba, Surinam, Guyana, Curaçao, Chile, Argentina, Brasilien, Canada, Australien, Sydafrika, New Zealand og USA.
I Middelalderen var Nederlandene omkranset af Frankrig og Det tysk-romerske Rige, som formede grænseområderne og de forskellige territorier var blevet næsten autonome i slutningen af 1200-tallet. Under Huset Habsburg blev Nederlandene organiseret som en enkelt administrativ enhed og i 1500-tallet og 1600-tallet fik de nordlige nederlande uafhængighed fra Spanien som De Forenede Nederlande. Den store grad af urbanisering er karakteristisk for det hollandske samfund og den blev gennemført på et relativt tidligt stadie. Under De Forenede Nederlande begyndte de første større hollandske migrationsbølger uden for Europa.